# Kinel-Tscherkassy
Kinel-Tscherkassy (russisch Кине́ль-Черка́ссы) ist ein Dorf (selo) in der Oblast Samara (Russland) mit 17.252 Einwohnern (Stand 14. Oktober 2010).

## Geographie
Der Ort liegt im Wolgagebiet, etwa 85 Kilometer Luftlinie ostnordöstlich des Oblastverwaltungszentrums Samara und 15 Kilometer nordöstlich der Stadt Otradny. Durch Kinel-Tscherkassy fließt der Samara-Nebenfluss Großer Kinel (Bolschoi Kinel), in den dort der Kleine Kinel (Maly Kinel) einmündet.
Kinel-Tscherkassy ist Verwaltungszentrum des gleichnamigen Rajons Kinel-Tscherkassy sowie der gleichnamigen Landgemeinde (Selskoje posselenije), zu der neben Kinel-Tscherkassy auch die acht Dörfer und Siedlungen Tousakowo, Altuchowo, Winno-Bannowo, Wolnaja Soljanka, Swobodnyje Kljutschi, Nai-Leben, Prosweschtschenije und Prokopenki gehören.

## Geschichte
Die Gründung des Ortes steht im Zusammenhang mit dem Anschluss des Gebietes um Orenburg an das Russische Reich und seiner Sicherung gegen die sich immer wieder erhebenden Baschkiren und Nomaden aus den südlich angrenzenden Steppengebieten im 18. Jahrhundert. 1739 gab die Zarin Anna Iwanowna einen Ukas zur Ansiedlung von Bauern aus dem Gebiet von Tscherkassy in der heutigen Ukraine heraus, um die damalige Grenzlinie des Reiches jenseits Orenburg zu stärken. Bis 1742 trafen in der Festung Orenburg 618 Familien ein, die auf bereits bestehende befestigte Siedlungen verteilt wurden. Viele der angesiedelten Bauern kamen mit den schwierigen und sich von ihrem Herkunftsgebiet stark unterscheidenden Bedingungen und Lebensumständen nicht klar und äußerten den Wunsch, wieder zurückkehren zu dürfen. 46 Familien wurde schließlich gestattet, sich im Hinterland anzusiedeln. Diese gründeten 1744 am linken Flussufer Kinel-Tscherkassy und benannten es nach dem Fluss und ihrem Herkunftsort.
In den Folgejahren kamen weitere Bauern aus den Gouvernements Kiew und Charkow in das Gebiet, ebenso versprengte Teilnehmer des Pugatschow-Aufstandes und später Bauern aus anderen Teilen, vorwiegend des südlichen Zentralrussland. Neben Russen und Ukrainern waren unter den Siedlern auch Angehörige anderer Ethnien, wie Tataren, Mordwinen und Tschuwaschen.
In den 1890er-Jahren wurde die Eisenbahnstrecke von Samara über Ufa und Slatoust nach Tscheljabinsk, die wenig später Teil der Transsibirischen Eisenbahn wurde, am Dorf vorbeigeführt, was sich positiv auf die wirtschaftliche Entwicklung auswirkte.
1928 wurde Kinel-Tscherkassy Verwaltungszentrum eines neu gegründeten Rajons.

### Bevölkerungsentwicklung
| Jahr | Einwohner |
| ---- | --------- |
| 1793 | 2.846     |
| 1939 | 11.811    |
| 1959 | 14.091    |
| 1970 | 15.165    |
| 1979 | 17.555    |
| 1989 | 17.690    |
| 2002 | 18.536    |
| 2010 | 17.252    |

Anmerkung: ab 1939 Volkszählungsdaten

## Kultur und Sehenswürdigkeiten
In Kinel-Tscherkassy ist die Christi-Himmelfahrts-Kirche (Вознесенская церковь/Wosnessenskaja zerkow) aus dem Jahre 1839 erhalten, die als eine von nur zwei Kirchen der Oblast auch in der sowjetischen Periode nicht geschlossen wurde.

## Wirtschaft und Infrastruktur
Kinel-Tscherkassy ist Zentrum eines Landwirtschaftsgebietes mit verschiedenen Betrieben der Lebensmittelindustrie, außerdem der Baustoffwirtschaft. Stark entwickelt ist der Gemüseanbau in Gewächshäusern, vorwiegend von Tomaten.
Die Siedlung liegt an der Eisenbahnstrecke Samara – Ufa – Tscheljabinsk, Teil der Südroute der Transsibirischen Eisenbahn (Stationsname Tolkai; Streckenkilometer 1208 ab Moskau). Südlich des Ortes führt die Regionalstraße R225 von Samara nach Buguruslan vorbei, von der bei Kinel-Tscherkassy eine Querverbindung zur Fernstraße M5 beim gut 50 km entfernten Sernowodsk abzweigt.
Am östlichen Ortsrand liegt der ab 1940 entstandene Militärflugplatz Kinel-Tscherkassy (auch Tolkai nach der nahegelegenen Bahnstation), auf dem sich in den 1970er-1980er-Jahren eine Flugschule der DOSAAF befand und seit 1993 ein Transport- und Kampfhubschrauberregiment der Russischen Luftstreitkräfte (zuvor Telawi, Georgien) stationiert war. Das Regiment wurde jedoch 2009 aufgelöst.